# Gustaf Vilhelm Gumaelius
Gustaf Wilhelm Gumaelius (Taxinge, 5 maggio 1789 – Örebro, 22 novembre 1877) è stato un presbitero, scrittore e politico svedese.

## Biografia
Era il figlio del sergente Carl Magnus Gumaelius e Brita Kristine Hedenström. Studiò all'Università di Uppsala nel 1808 e nel 1815 divenne professore associato di greco, nel 1818 docente di filosofia e nel 1825 docente della stessa materia a Strängnäs.
Dopo l'ordinazione sacerdotale, nel 1832, è stato nominato lo stesso anno reverendo a Viby e Tångeråsa Närke, passando poi a Edsberg nel 1839 e ad Orebro.
Divenne membro dell'Accademia di Agricoltura nel 1841 (onorario dal 1864), nel 1857 membro dell'Accademia Reale svedese di lettere, storia e antichità (onorario dal 1862) e fu membro di diverse accademie e società scientifiche .
Si sposò nel 1842 con Carolina Gustafva Geijer, figlia di Bengt Reinhold Geijer, discendente di un ambasciatore.

## Opere
Aderente alla Società gotica, scrisse sulle riviste letterarie Iduna, Svea e Poetisk kalender, pubblicando il poema Hertig Fredrik af Normandie. Nel 1928 scrisse il primo romanzo storico svedese, nello stile di Walter Scott, dal titolo Thord Bonde.

## Politico
Come politico rappresentò in Parlamento il partito clericale dal 1840 al 1866.